# Kapliczki i krzyże w Rdzawie
Kapliczki i krzyże w miejscowości Rdzawa w województwie małopolskim, w powiecie bocheńskim, w gminie Trzciana.
Kapliczki, krzyże i figurki (zwane też świątkami) są częstym elementem krajobrazu w Polsce. Stawiano je przy drogach, często na skrzyżowaniach dróg, w miejscach objawień religijnych lub ważnych dla społeczności lokalnej wydarzeń, w miejscach po zniszczonych świątyniach, także by uczcić jakieś ważne wydarzenie, czy potwierdzić swoje religijne zaangażowanie. W Rdzawie są trzy.
1. Metalowy krzyż z postacią Chrystusa – przy skrzyżowaniu dróg w Rdzawie (zobacz na mapie Gogle)
2. Kamienny krzyż z płaskorzeźbami – przy drodze z Rdzawy do starego Rybia (zobacz na mapie Gogle)
3. Kapliczka szafkowa na betonowym słupku – przy drodze z Rdzawy do Starego Rybia (zobacz na mapie Gogle)

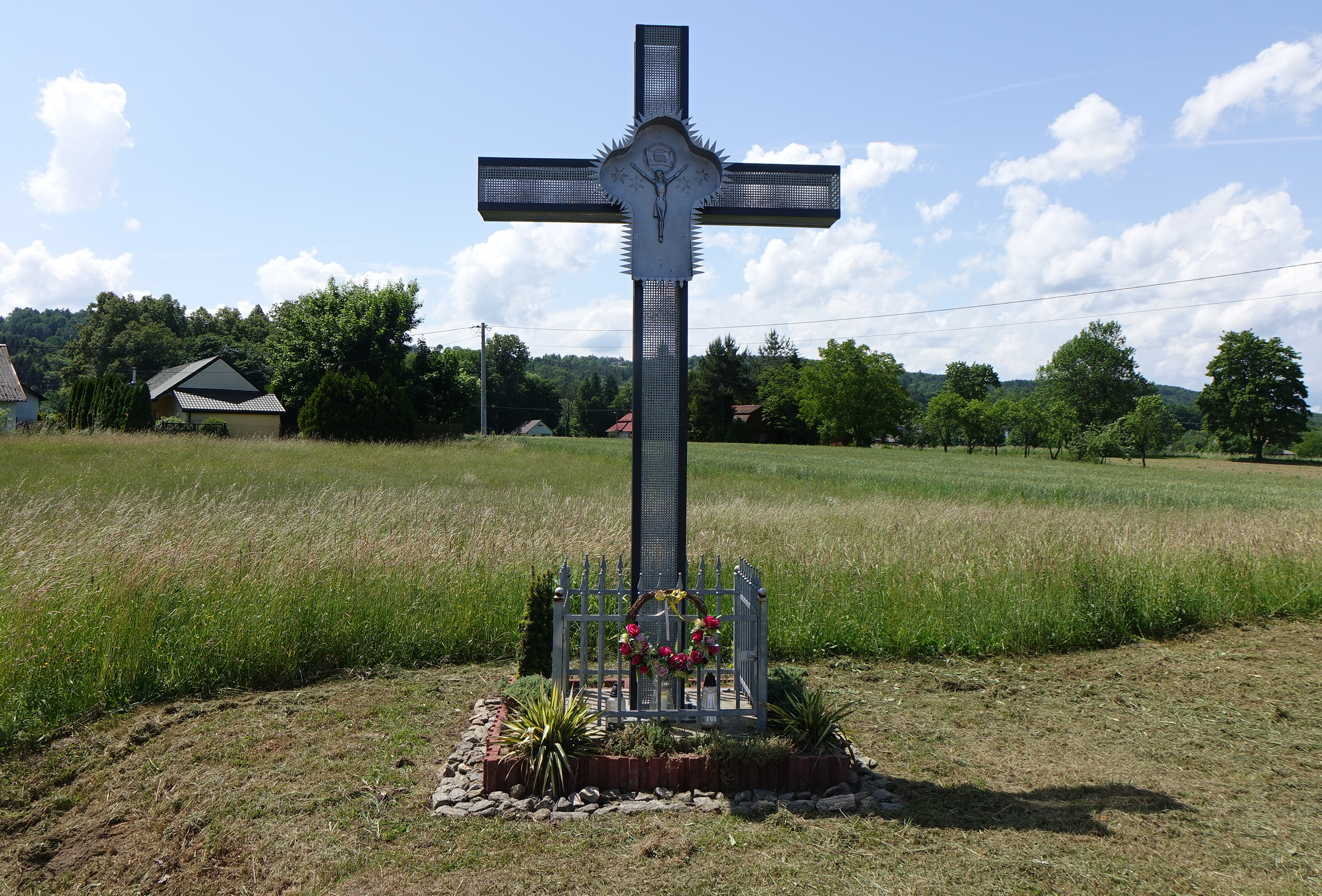
1
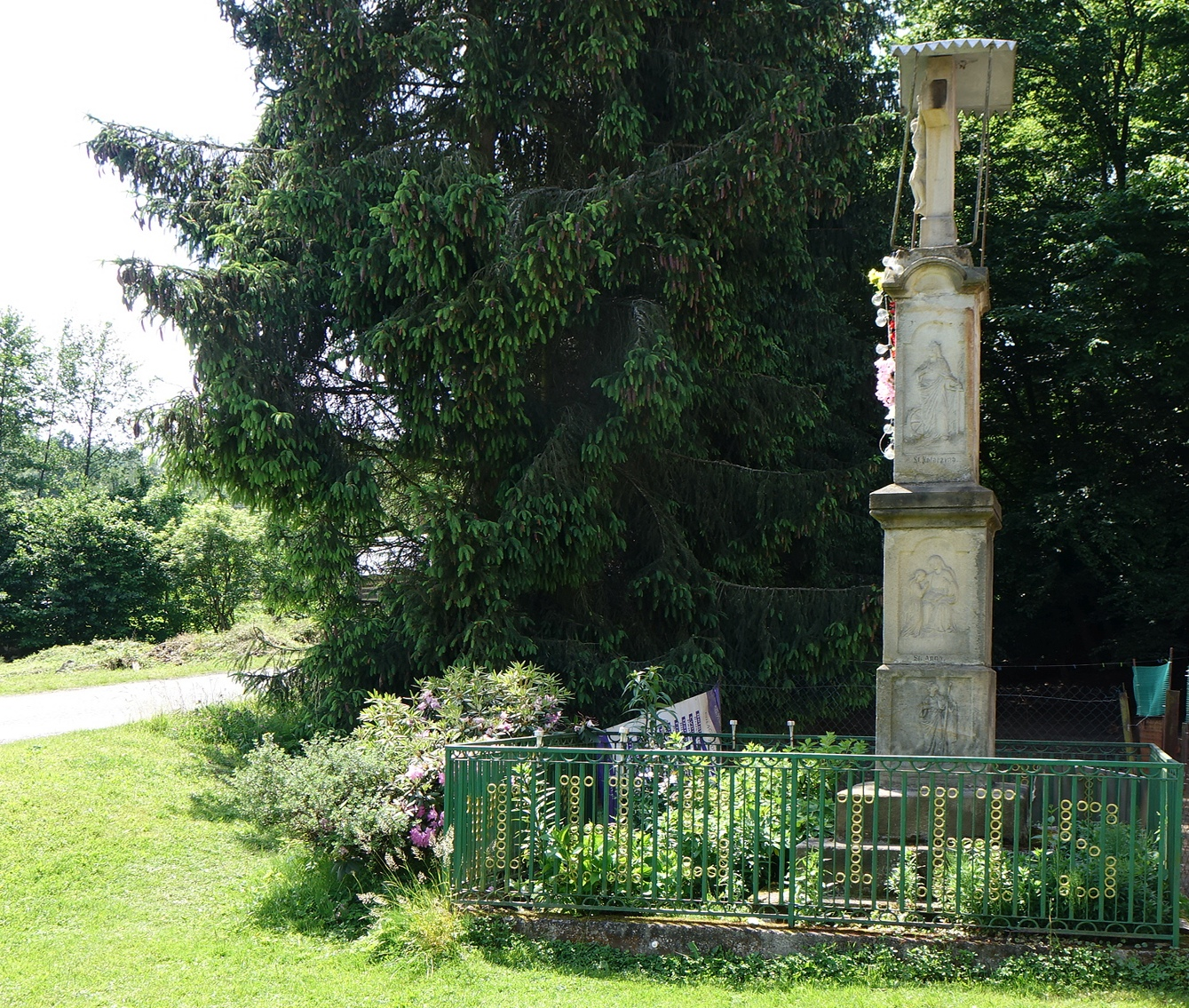
2
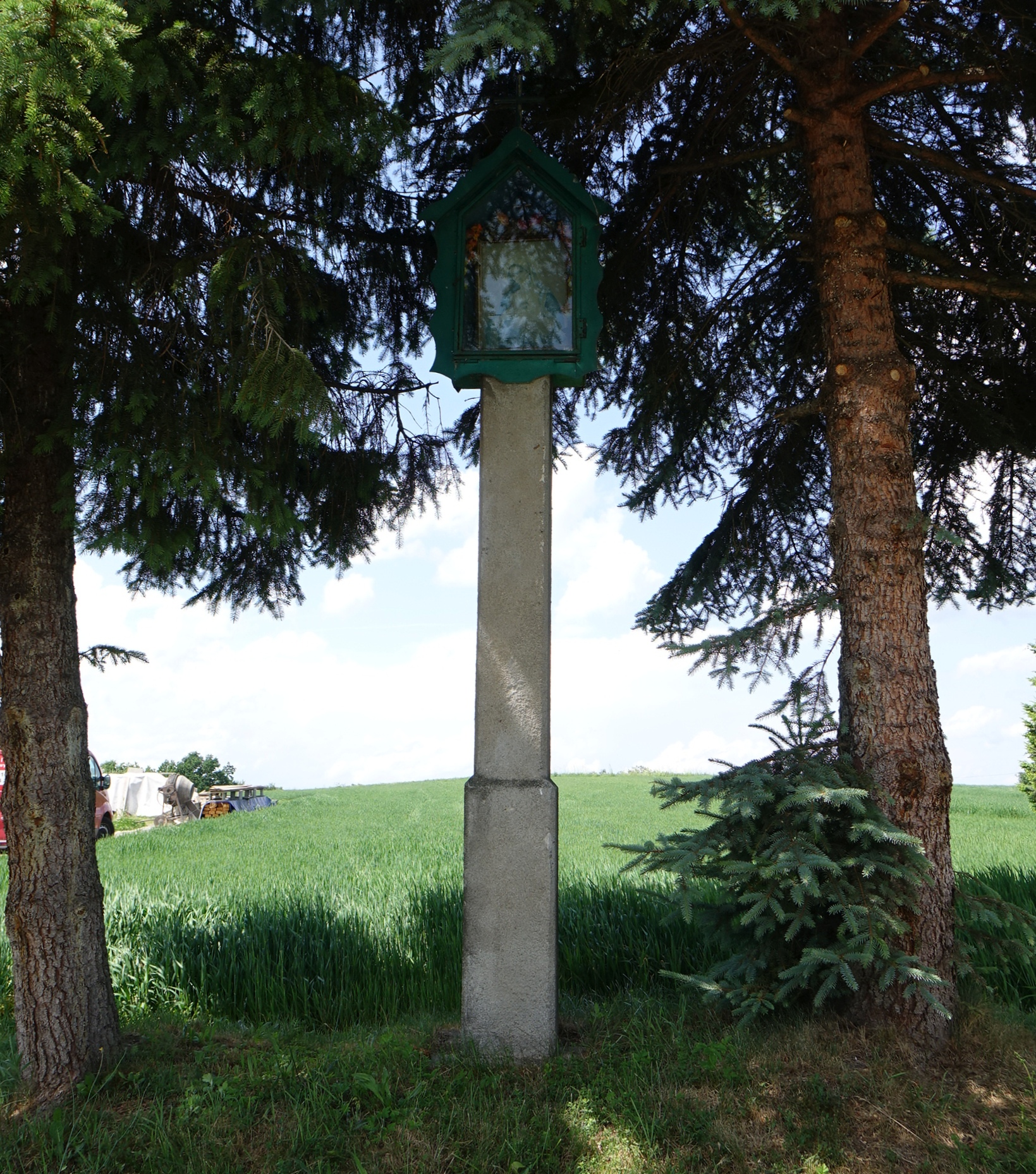
3